# Engelholms Musikforum
Engelholms Musikforum (EMF) var en ideell kulturförening i Ängelholm. Föreningen startades 1974 och riktade in sig på den smalare musiken och kulturlivet i staden. Föreningen hade lokalen Gottwalds på Industrigatan, där det arrangerats spelningar och aktiviteter.
EMF arrangerade även musikfestivalen Tullakrok varje år, mellan 1975 till 2008. 2007 ställdes festivalen till en början in på grund av att föreningen inte ansåg sig kunna klara av de kraftigt ökade kraven på ordningsvakter som kommunen ställt som krav för att ge tillstånd till arrangemanget. Musikfesten genomfördes dock några veckor senare i augusti, dock bara under en dag istället för två. Den sista musikfestivalen arrangerades den 19–20 juli 2008.  Musikfestivalen fick sedan ställas in på grund av att Engelholms Musikforum hade ekonomiska problem och EMF upplöstes under 2011.